# Henri Robin
Pour les articles homonymes, voir Robin.
Henri Robin est le nom de scène d'Henri Joseph Donckèle, un illusionniste français né à Hazebrouck le 12 juillet 1811 et mort le 24 février 1874 à Paris.

## Début de carrière
Henri Joseph Donckèle naît le 12 juillet 1811 à Hazebrouck. Il est le fils aîné de Léonard Henri Donckèle, qui exerce successivement les métiers de tailleur, de cabaretier et de marchand, et de Valentine Boncoure,. On ne dispose d'aucun détail sur son enfance, ni sur ses débuts dans la prestidigitation. 

## Théâtre Robinet fantasmagories lumineuses
Après plusieurs décennies d'itinérance en Europe, il ouvre le 11 décembre 1862 une salle de spectacle et de prestidigitation au 49, boulevard du Temple, à Paris. Il y donne des projections animées à l'aide de lanternes magiques qu'il prénomme agioscopes et qui s'inscrivent dans une vogue plus générale pour les images animées sous le Second Empire. 
Les travaux du baron d'Haussmann et la destruction du boulevard du crime contraignent Henri Robin à fermer son théâtre en 1867 et à le déplacer au n°36 de l'avenue Daumesnil. Il y donne des spectacles de physique, d'optique et de magie tous les soirs à vingt heures. 
La guerre de 1870 conduit l'illusionniste à mettre fin à ses activités : après la Commune de Paris, la fantasmagorie est moins en vogue. Henri Robin décède en 1874 dans la capitale, où il se fait enterrer civilement, selon son propre vœu.
Peu connu de nos jours, Henri Robin n'en demeure pas moins l'un des acteurs ayant joué un rôle important dans la technique précinématographique avec des pionniers comme Emile Reynaud.